# Joasch (Israel)

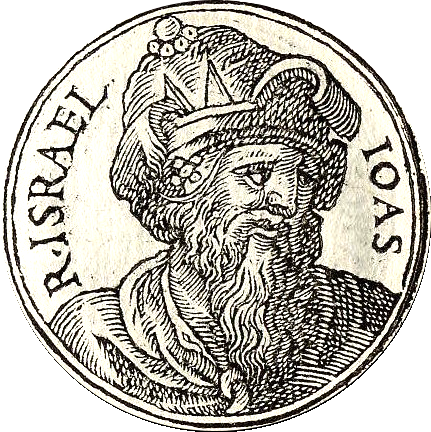
Joasch aus „Promptuarii Iconum Insigniorum“

Joasch (gestorben 786, 782 oder 787 v. Chr. in Samaria.), war König Israels. Seine Regierungszeit wird auf die Jahre 801–786 v. Chr., 798–782 v. Chr. oder 801–787 v. Chr. datiert.

## Etymologie
Der hebräische Personenname „Joasch“ ist in zwei verschiedenen Schreibweisen überliefert: יוֹאָשׁ jô’āš  und (seltener) יְהוֹאָשׁ jəhô’āš. Es handelt sich um einen Verbalsatznamen, bestehend aus Subjekt und Prädikat. Subjekt (und zugleich theophores Element) ist eine Form von „JHWH“ (יוֹ jô oder יְהוֹ jəhô), das Prädikat leitet sich von der biblisch sonst nicht belegten Verbwurzel אושׁ ’ûš, deutsch ‚schenken‘ ab. Der Name lässt sich als „JHWH hat geschenkt“ übersetzen. Die Septuaginta gibt den Namen als Ιωας Iōas wieder, die Vulgata als Ioas.

## Biblische Erzählung
Joasch war Sohn und Nachfolger des Joahas. Er betrauerte den Tod des Propheten Elischa, der ihm im Sterben prophezeite, er werde dreimal die Aramäer schlagen. Tatsächlich gelangen den Israeliten dem Bericht in 2 Kön 13  zufolge mehrere Siege gegen die Aramäer, die zunächst unter der Herrschaft von Hasael, dann unter der von Ben-Hadad standen, der mehrere eroberte israelische Städte herausgeben musste.
In der Folgezeit musste sich Joasch mit König Amazja von Juda auseinandersetzen. Bei Beth-Schemesch gelang Joasch ein glänzender Sieg, wobei Amazja in seine Gefangenschaft geriet. Jerusalems Mauer ließ er einreißen und die Stadt plündern.
Trotz seiner Zuneigung zum JHWH-Glauben ließ Joasch weiterhin die Anbetung des Goldenen Kalbes zu. Er starb in Samaria, wo er auch begraben wurde. Nachfolger wurde Jerobeam II.